# تپه فخی ۲
تپه فخی ۲ مربوط به دوره نوسنگی - عصر آهن است و در شهرستان گلوگاه، بخش کلباد، دهستان کلباد غربی، شمال روستای قلعه پایان واقع شده و این اثر در تاریخ ۲۶ اسفند ۱۳۸۶ با شمارهٔ ثبت ۲۲۰۱۴ به‌عنوان یکی از آثار ملی ایران به ثبت رسیده است.